# 怪物奇兵 全新世代
是一部2021年美國真人動畫運動喜劇電影，由馬爾科姆·D·李執導，尤爾·泰勒、托尼·雷滕邁爾、基南·庫格勒和特倫斯·南斯共同編劇。該片為1996年電影《怪物奇兵》的續集，由勒布朗·詹姆斯、唐·奇鐸、克里斯·戴維斯、索妮瓜·馬丁-葛林和塞德里奇·喬主演，傑夫·伯格曼和艾瑞克·鮑薩擔任主要配音員。
《怪物奇兵 全新世代》2021年7月16日在美國院線上映，同日上線HBO Max，為期一個月。

## 剧情
勒布朗·詹姆斯自幼勤奋努力，因此今天成为篮球巨星的他急切希望两个儿子——达瑞斯和小唐能继承他的事业。但小唐对此不感興趣，他对电脑领域更有天赋，专注于一款篮球类电脑游戏的测试之中，故与勒布朗长期不和。妻子卡蜜亚则劝勒布朗尊重小唐的兴趣。勒布朗后来与小唐谈心，并与他一起游玩其测试的篮球游戏，但小唐做的动作触发故障，他的角色被删除。勒布朗安慰沮丧的小唐，他正好要去华纳兄弟总部谈生意，邀请小唐一起前往。詹姆斯一家来到华纳兄弟总部，勒布朗带着小唐与公司方洽谈一份名为“华纳3000”的智能电影项目。但勒布朗认为不妥表示拒绝，反之小唐对此颇感兴趣，父子再次闹翻。而这一项目背后的人工智能运营者——阿吉师，他原希望以勒布朗的加入来提高自己的名声，现在因为后者的拒绝而勃然大怒。
阿吉师引诱父子俩来到地下的“华纳3000”服务器室，将他们带入包罗华纳兄弟旗下宇宙的虚拟世界中。勒布朗被迫接受阿吉师的要求，组建球队与其进行一场篮球赛并取得胜利，否则父子俩将永远困在这里。阿吉师将勒布朗投入乐一通世界，过后利用他们父子俩的感情离间小唐，并暗中窃取小唐开发的篮球游戏资料来让球赛升级，提高自己一方在球赛的优势，意在让勒布朗失败。在乐一通世界的勒布朗遇见唯一的角色兔八哥，后者在听完勒布朗在道出困境后决定帮助他组建球队。但其他角色受阿吉师挑拨跑到其他宇宙寻求发展，兔八哥遂设局引诱火星人马文降落乐一通世界，并偷走其飞船，带着詹姆斯在DC漫画、《疯狂的麦克斯》以及《黑客帝国》等宇宙中寻回包括达菲鸭、萝拉兔、猪小弟在内的众多角色组成“乐一通队”。回到乐一通世界，勒布朗不顾兔八哥的反对，执意以他的篮球标准来训练这支队伍。
此时，阿吉师来到此处举行赛事，召唤各宇宙角色观看，并举行全球直播，把现实中的观众，包括勒布朗的妻儿带入赛场。他以此为要挟，若乐一通队失败，所有人将永远被困，乐一通的所有角色也将会被永久删除。乐一通队现在的对手是“恶棍队”，由儿子小唐带领的一群以现实篮球运动员与各元素结合的角色，个个能力超群。在强大的对手与跳脱传统的比赛规则面前，乐一通队在上半场即被轻松碾压。中场休息，在沮丧的气氛下，傻大猫尝试把前作主角迈克尔·乔丹请来，但来者却是迈克尔·B·乔丹，让众人颇为失望。勒布朗在一番反思后，决定改变战术放开自己以及对乐一通角色的教条束缚，与他们一起自由发挥。勒布朗在第三節与乐一通角色配合使尽各种花样，终于成功逼近恶棍队的得分。
第四節开始，勒布朗向小唐认真反省，表示不会再干涉他的梦想，得到了后者的谅解，并加入乐一通队的阵营中。这让阿吉师恼羞成怒，决定自己出马，掌控球场，让乐一通队陷入苦战。请求暂停时，小唐想到之前与父亲玩游戏时出现的故障，遂提出利用此计来扭转局势。但鉴于做出此动作的角色会被删除，勒布朗决定牺牲自己来拯救大家。比赛开始，距离结束仅剩10秒，兔八哥毅然制造故障，为勒布朗的冲刺争取时间。关键时刻，勒布朗在小唐的帮助下力克阿吉师，以一记暴扣取得胜利，阿吉师被删除。勒布朗的妻儿与观众回到现实世界，他和小唐则在离开前与奄奄一息的兔八哥惜别。
事件过后，勒布朗假意带着小唐前往篮球训练营，但其实是履约将其送至E3游戏设计营，而小唐则留下勒布朗的篮球以示信任。回家路上，勒布朗却撞见因卡通特质而毫发无伤的兔八哥，得知其他乐一通角色已进入现实世界的消息。早已接纳乐一通大家庭的勒布朗也最终允许兔八哥在他家暂住。

## 演員
- 勒布朗·詹姆斯飾演他自己（包括动画化角色的配音）
  - 飾演年幼的勒布朗·詹姆斯
- 唐·奇鐸飾演阿吉師（Al-G Rhythm）（包括动画化角色的配音）[4][5][6]，一位邪恶的人工智能，其名称取自“算法”（Algorithm）一词。
- 索妮瓜·馬丁-葛林飾演卡蜜亞·詹姆斯（Kamiyah James）[7]，詹姆斯的妻子，莎凡娜·詹姆斯（Savannah James）的虚构角色。
- 塞德里奇·喬（Cedric Joe）飾演多米尼克·「小唐」·詹姆斯（Dominic "Dom" James）[8]，詹姆斯的次子，布莱斯·迈克希姆·詹姆斯（Bryce Maximus James）的虚构角色。
- 塞伊爾·J·萊特（Ceyair J. Wright）飾演達瑞斯·詹姆斯（Darius James），詹姆斯的长子，布朗尼·詹姆斯的虚构角色。
- 哈波·雷伊·亞歷山大（Harper Leigh Alexander）飾演柔莎·詹姆斯（Xosha James），詹姆斯的女儿，朱莉·詹姆斯（Zhuri James）的虚构角色。
- 克里斯·戴維斯（Cedric Joe）饰演马利克（Malik），詹姆斯的儿时好友。
  - 飾演年幼的马利克

小厄尔尼·强森与李利·萊爾·豪艾里客串赛事解说；伍德·哈瑞斯客串勒布朗·詹姆斯儿时的C教练（Coach C）；与史蒂文·連饰演华纳兄弟公司高层，以及傑拉德·約翰遜饰演前述公司的保安。
此外，一些篮球运动员亦有客串出演：
- 彼得·科內爾（英语：Peter Cornell）
- 克里斯·保羅
- 凱爾·庫茲馬
- 妮可·科內特（Nicole Kornet）
- 奇妮·歐古米克（英语：Chiney Ogwumike）
- 休·伯德
- 卓雷蒙·格林
- 阿賈·威爾遜

### 配音員
- 傑夫·伯格曼（英语：Jeff Bergman）配音兔巴哥、傻大貓（英语：Sylvester the Cat）、火爆山姆（英语：Yosemite Sam）、瑜珈熊（英语：Yogi Bear）、弗萊德·弗林史東（英语：Fred Flintstone）[11]
- 艾瑞克·鮑薩（英语：Eric Bauza）配音達菲鴨、豬小弟、艾默小獵人（英语：Elmer Fudd）、萊亨雞（英语：Foghorn Leghorn）、火星人馬文（英语：Marvin the Martian）[12]

- 辛蒂亞配音蘿拉兔[13]
- 鮑伯·伯根（英语：Bob Bergen）配音翠迪鳥
- 吉姆·卡明斯配音大嘴怪
- 加布里埃爾·伊格萊西亞斯配音飛飛鼠
- 坎迪·米洛（英语：Candi Milo）配音老奶奶（英语：Granny (Looney Tunes)）
- 保羅·朱利安（英语：Paul Julian (artist)）配音BB鳥
- 克雷·湯普森配音水火哥（Wet-Fire）
- 安東尼·戴維斯配音濃眉哥（The Brow）
- 達米安·里拉德配音時間大神（Chronos）
- 黛安娜·陶樂西配音白曼巴（White Mamba）
- 妮姆卡蒂·歐古米克配音阿拉克妮卡（Arachnneka）

## 製作

### 发展
该续集早在1996年《空中大灌篮》在全球上映时即已经立项。在发展初期，其原计划继续以篮球比赛为背景，迈克尔·乔丹回归出演，并引入一位名为“Berserk-O!”的新反派。画师鲍勃·坎普负责该反派及其手下的角色设计，前作导演乔·皮特卡有望回归执导，而斯派克·勃兰特与托尼·塞沃恩则签约成为该片的动画总监。但乔丹后来拒绝出演。据坎普所述，一制片人期间为确保影片顺利发展，以乔丹已签约此片为由诓骗众设计师。最终，华纳兄弟取消了续集的发展计划。
此后，一部名为《Spy Jam》的潜在续集重新进入发展阶段，该片由成龙主演，故事也与前作有所不同。华纳兄弟同时也立项一部名为《Race Jam》的电影，原定主演为前改装车赛车手杰夫·戈登。另外皮特卡透露，因为前作的成功，他也为续集构思故事，计划由高尔夫球手老虎·伍兹主演，而乔丹则饰演一位小角色。皮特卡称这个故事构想是从公司的剧本会议外面提出的，当时原作的制作团队也参与其中。而前作制片人伊万·雷特曼也被报道称对乔丹再次出演《空中大灌篮》的续集电影表示支持。但这些项目后皆被取消，取而代之的是2003年上映的《乐一通反斗特攻队》。片方在该片上映时曾与职业滑板选手托尼·霍克接洽，请他出演另一部名为《Skate Jam》的乐一通电影，并着手筹划制作该项目。但即使《乐一通反斗特攻队》的口碑比《空中大灌篮》有所进步，该片不佳的票房表现最终导致片方取消了《Skate Jam》项目的发展。

### 拍攝
主體拍攝於2019年6月25日開始進行，並於同年9月16日殺青。

### 动画与特效
卢卡斯影业旗下的工业光魔公司被聘请来负责《空中大灌篮2：新传奇》的多数特效。这也是工业光魔继1988年的真人动画电影《谁陷害了兔子罗杰》之后第二度与乐一通动画部门合作处理视觉效果。

## 發行

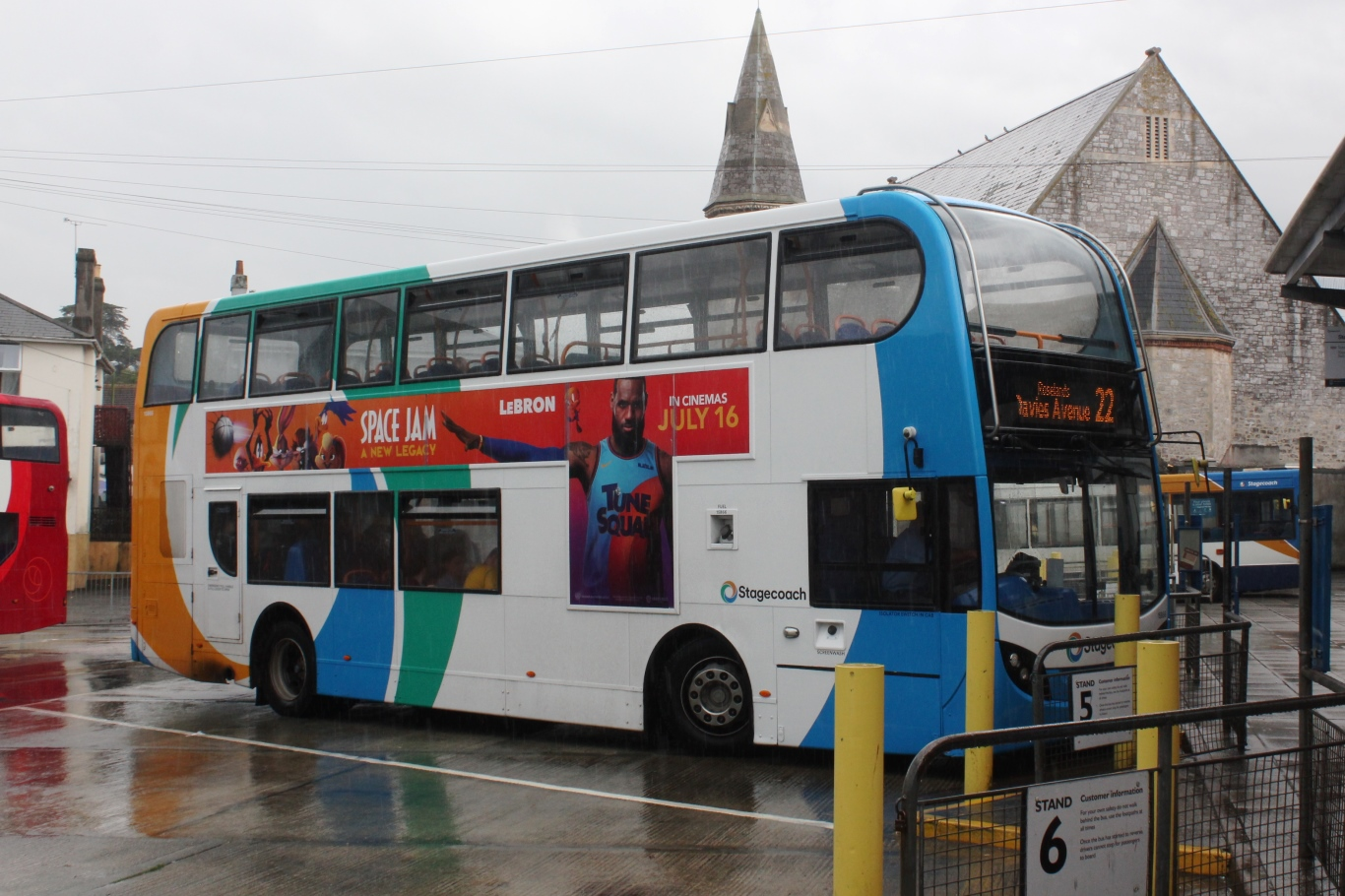

《怪物奇兵 全新世代》於2021年7月16日在美國院線上映，並於同日在HBO Max上線，為期一個月。

### 評價
《怪物奇兵 全新世代》收獲多數媒體和影評家的惡評，爛番茄根據229條評論，持有25%的新鮮度，平均得分4.4／10，觀眾投票獲得79%的分數，平均得分為4.1／5。在Metacritic上，電影獲得36分。
第42屆金酸莓獎中，該片分別被提名為最差搭檔、最差前傳、重拍、惡搞及續集電影、最差男主角、最差影片，最終僅有最差影片獎輸給《黛安娜王妃：音樂劇》，其他三項獎項全數獲獎。

### 票房
| 上一届： 《黑寡婦》 | 2021年美國週末票房冠軍 第29週 | 下一届： 《詭老》 |

## 外部連結
- 互联网电影数据库（IMDb）上《怪物奇兵 全新世代》的资料（英文）
- AllMovie上《怪物奇兵 全新世代》的资料（英文）
- 爛番茄上《怪物奇兵 全新世代》的資料（英文）
- Box Office Mojo上《怪物奇兵 全新世代》的資料（英文）
- Metacritic上《怪物奇兵 全新世代》的資料（英文）
- 開眼電影網上《怪物奇兵 全新世代》的資料（繁體中文）
- 豆瓣电影上《怪物奇兵 全新世代》的資料 （简体中文）
- 时光网上《怪物奇兵 全新世代》的資料（简体中文）

Template:樂一通與梅里小旋律